# Donald Lawrence Brenneis
Donald Lawrence Brenneis (* 1946) ist ein US-amerikanischer Sprach- und Sozialanthropologe sowie emeritierter Professor an der University of California, Santa Cruz. Von 2001 bis 2003 amtierte er als Präsident der American Anthropological Association (AAA).

## Werdegang und Forschung
Brenneis studierte Anthropologie an der Stanford University und wurde an der Harvard University zum Ph.D. promoviert. Er lehrte von 1973 bis 1996 am Pitzer College in Claremont (Kalifornien) und ist seit 1996 Professor in Santa Cruz. 2025 wurde Brenneis zum Mitglied der American Academy of Arts and Sciences gewählt.
Er hat 20 Jahre lang in einer südasiatischen Diasporagemeinschaft auf den Fidschi-Inseln gelebt und dort die Beziehungen zwischen Sprache, Musik, Konflikten, Recht und Politik untersucht. Dabei analysierte er auch die Komplexität der Konfliktbewältigung durch indirekte Rede. Später hat er ethnografische Arbeiten, als Beobachter und Teilnehmer, zum Thema wissenschaftliches Arbeiten und wissenschaftliches Publizieren durchgeführt.